# Stensättning

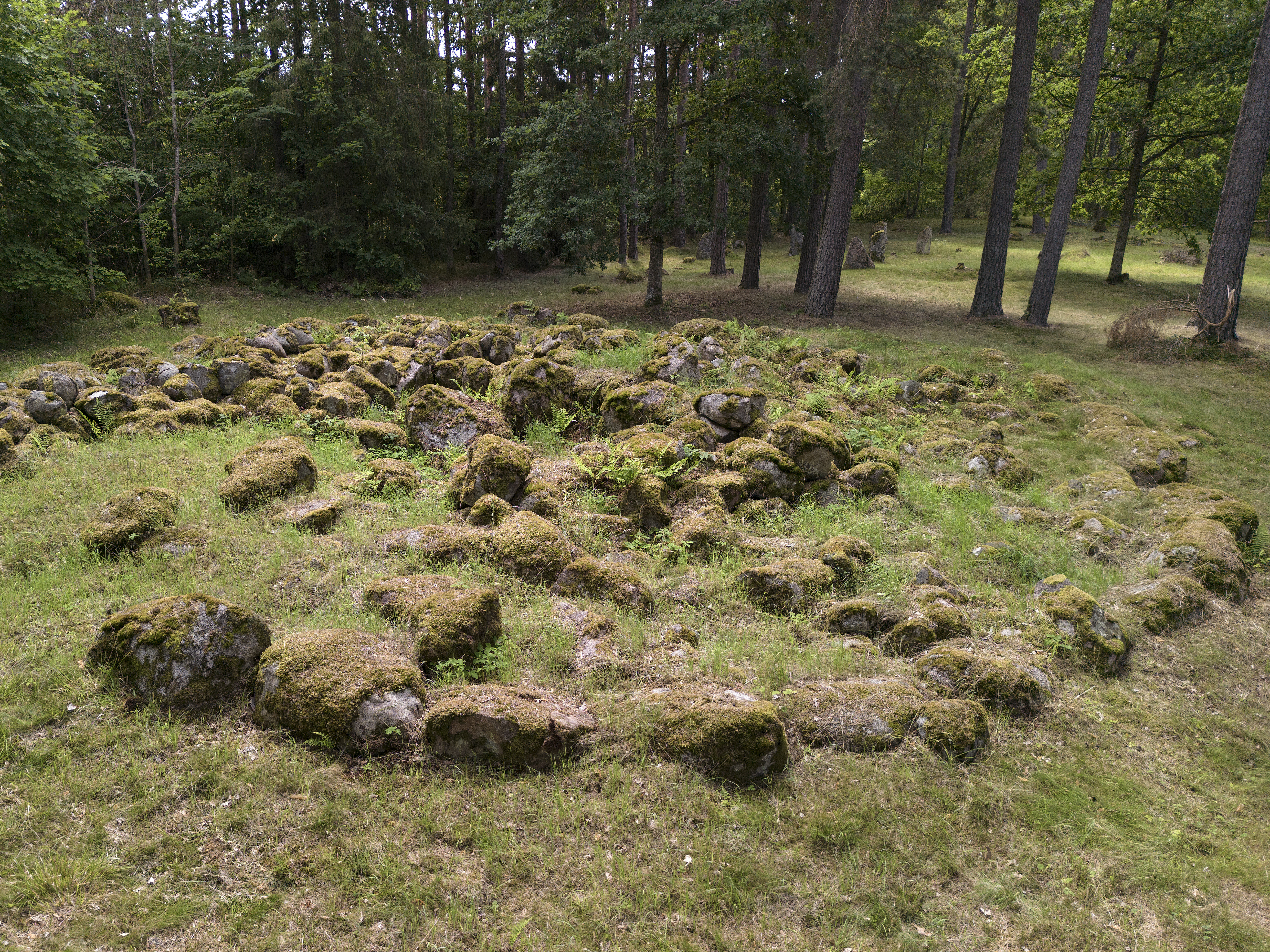
Stensättning på gravfält, Sjögestad Östergötland

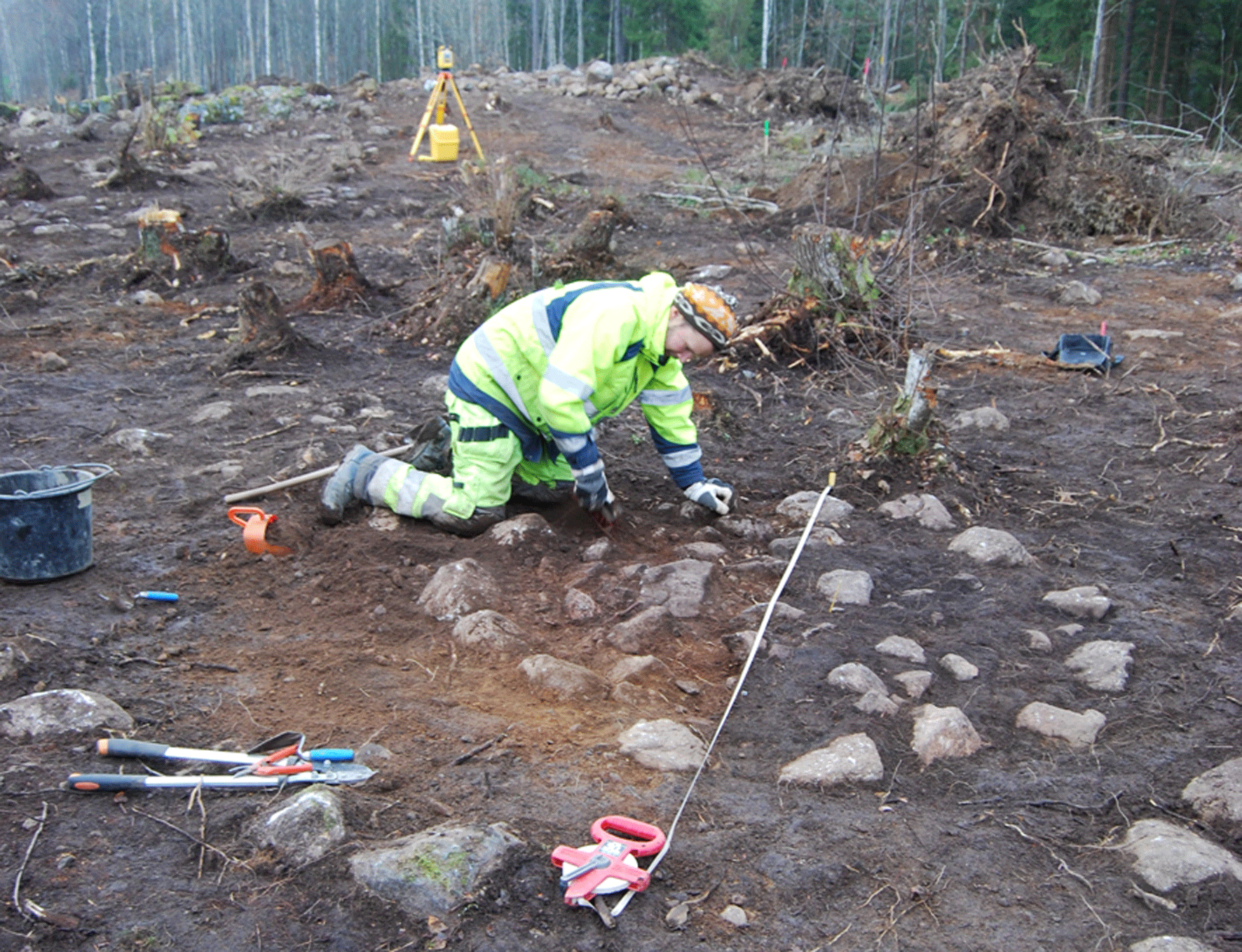
Utgrävning av rund stensättning - Björke, Trosa Kommun.

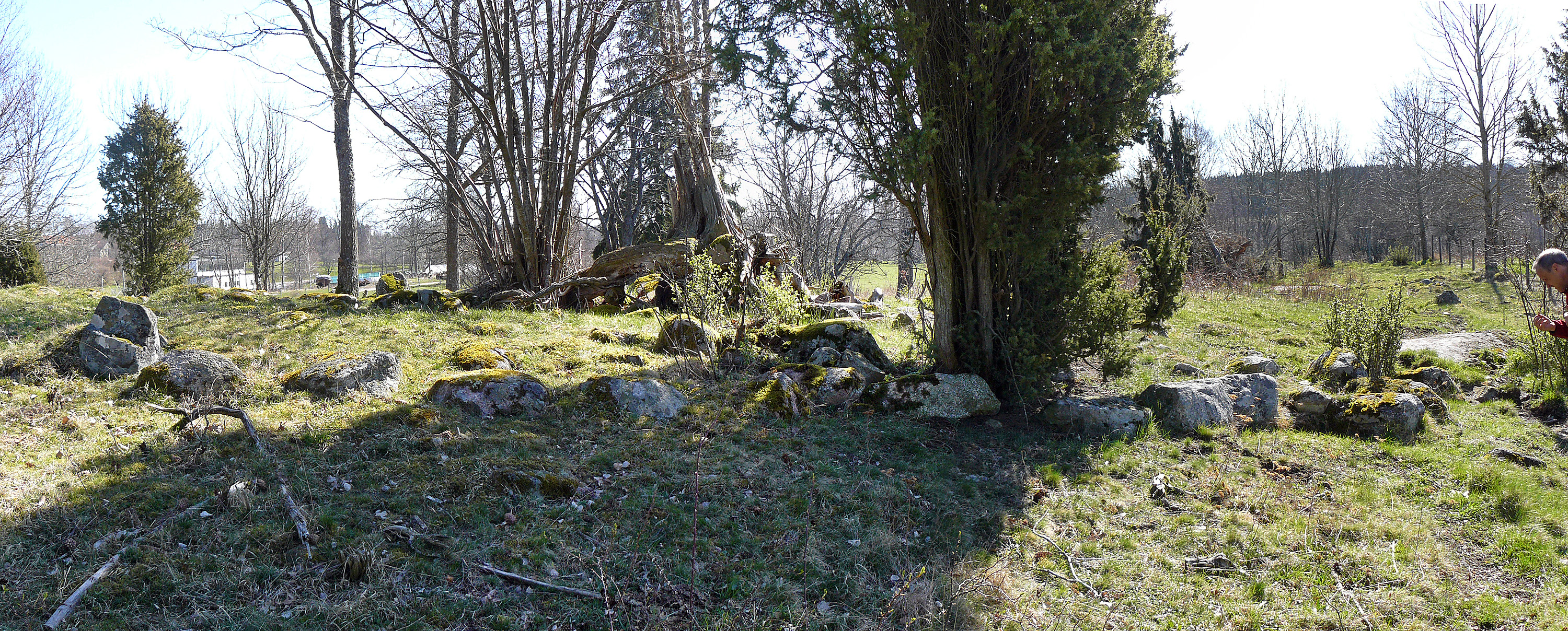
Kvadratisk stensättning, Vässentorp, Bjärka-Säby

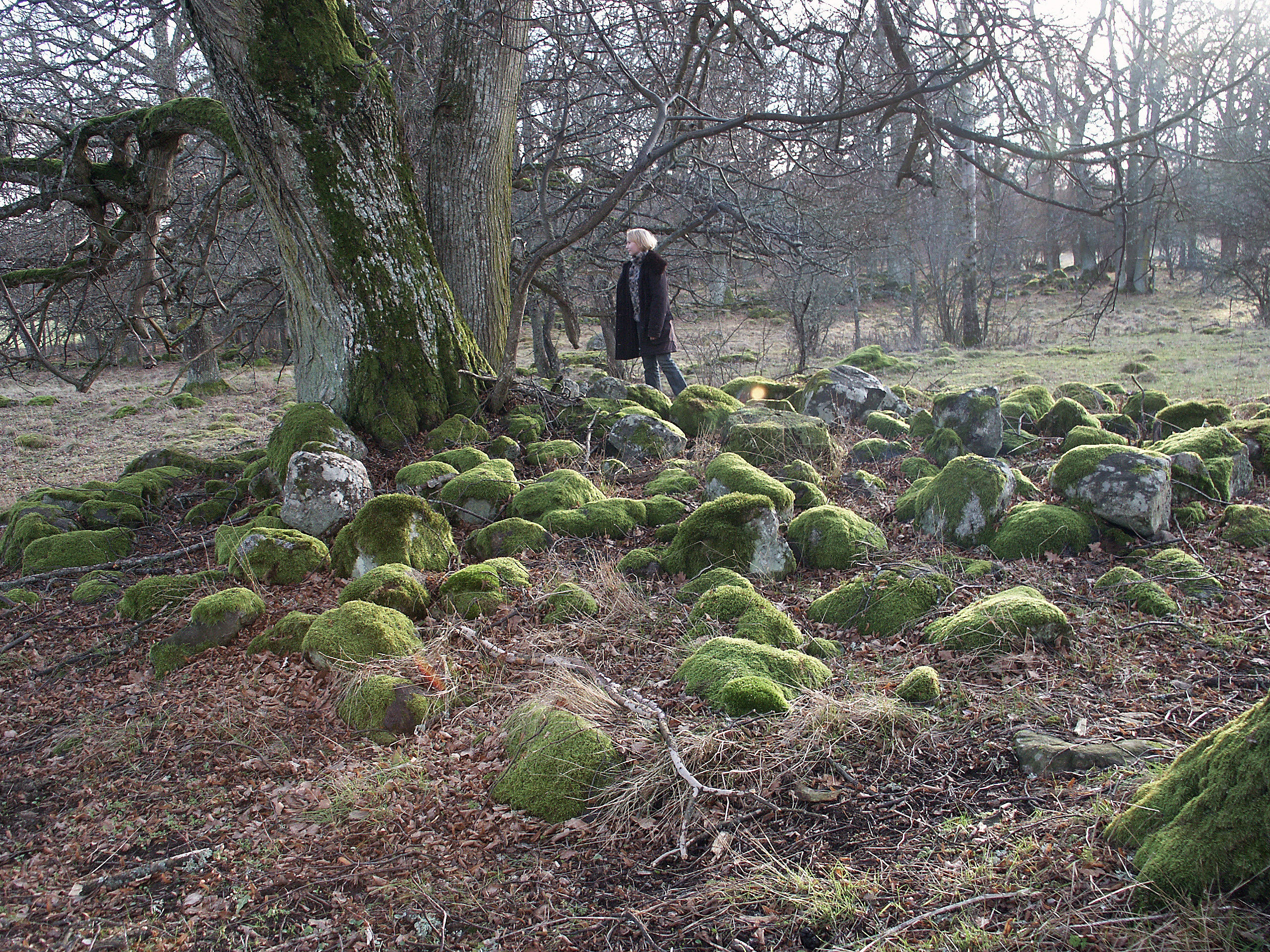
Rund stensättning av äldre järnålderstyp, i Vist socken, Östergötland

Stensättning är den skandinaviska forntidens vanligaste typ av gravöverbyggnad. 
Stensättningar omger ofta hällkistor från senneolitisk tid och äldre bronsålder. Den förekommer sedan från yngre bronsåldern till yngre järnåldern och består av packad sten i några få lager, oftast cirkelrund till formen men de kan också ha större höjd med flera lager av sten. 
Kännetecknande för en stensättning är att den har en flack profil: den har ingen högre topp eller ås (som ett röse eller en hög har). Ibland är stensättningarna övertorvade, vilket innebär att stenpackningen övertäcktes av ett lager av jord eller sand, idag ofta gräsbeväxt. Ofta omgärdas stensättningen av en kantkedja bestående av tättlagda, ofta något större och uppstickande stenar. Det förekommer även ofyllda stensättningar med enbart kantkedja. Stensättning ska ej förväxlas med stenkrets som består av glesa uppresta stenar.
Gravfynden, i den mån de förekommer, kan bestå av brända ben, rester av lerkärl, fibulor med mera.
Stensättningar indelas i flera typer:
- Runda stensättningar är den vanligaste typen, förekommer från bronsålder ända in i vikingatid. Generellt sett kan sägas att större, vällagda runda stensättningar oftast är äldre, men det kan skilja ganska mycket mellan olika landsändar i Sverige. En variant, stensättning med mittröse som brukar kallas "stekt ägg", med en småstensfyllning liknande en äggula i mitten av stensättningen, dateras oftast till äldre järnålder. Andra varianter som ofta tillhör äldre järnålder är runda stensättningar med "ekrar", hjulkorsgravar och andra mer avancerade mönster.

- Kvadratiska stensättningar, är också vanligast under äldre järnålder. De förekommer i varianter med resta stenar i hörnen eller kuvertliknande stensättningar med stråk av större stenar som bildar två diagonaler igenom stensättningen.

- Rektangulära stensättningar, är vanliga under sen vikingatid – och innehåller oftast skelettgravar och ibland kristna begravningar.

- Treuddar är en ovanligare form, en liksidig triangel med insvängda sidor, som mest förekommer under romerska järnåldern i till exempel Småland och under vendeltiden och vikingatiden i Mälardalen.

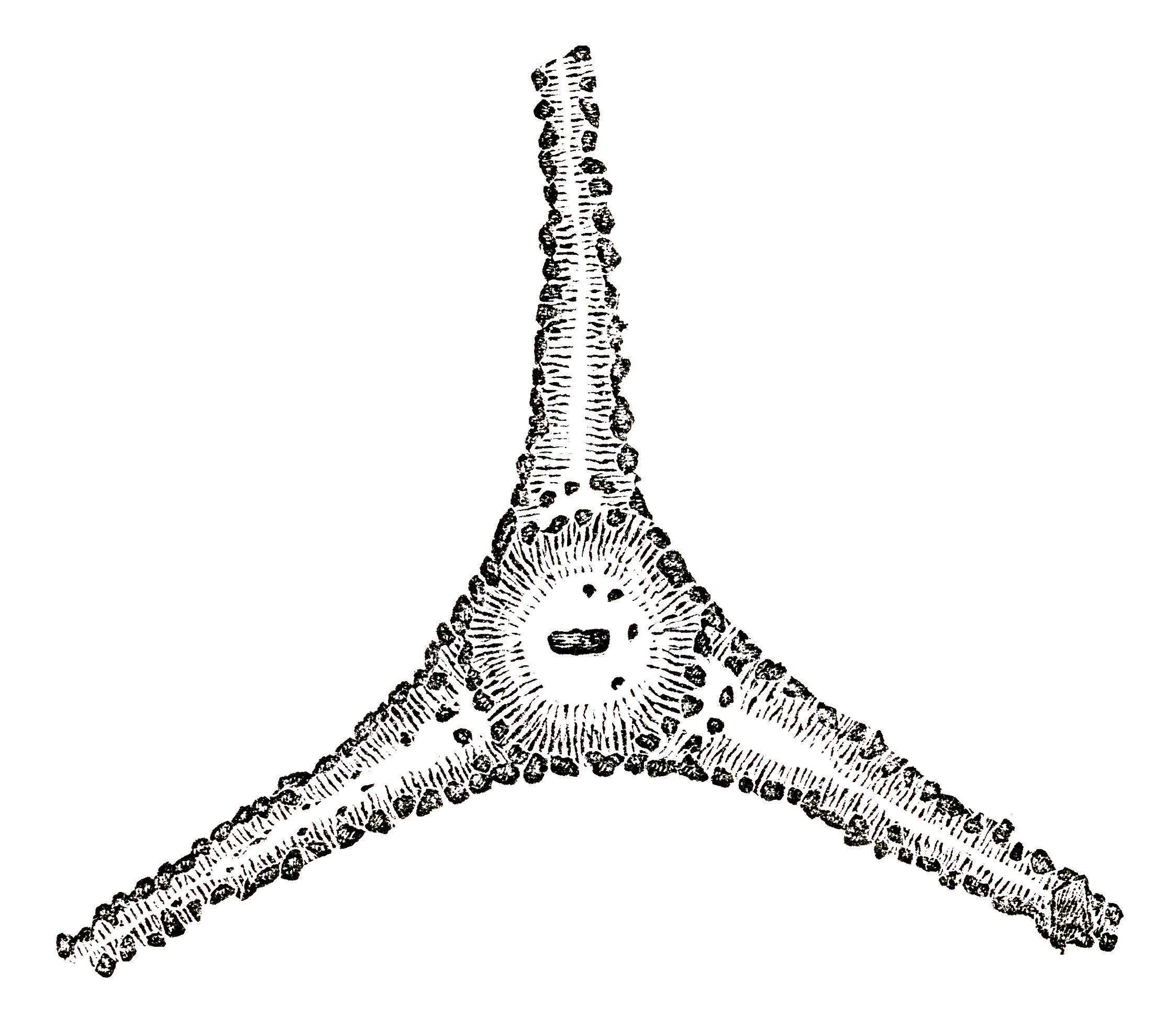
Planskiss av treudd i Lyngsta, Sorunda socken, Södermanland.

- Skeppsformig stensättning. Medan skeppssättningen utgörs av en "reling" uppbyggd av resta stenar, är den skeppsformiga stensättningen en stenlagd yta, där "relingen" utgörs av kantkedjan. De dateras framförallt på Gotland till bronsåldern. Annars är de vanligast under folkvandringstid/vendeltid.

I övrigt kan stensättningar förekomma i de mest udda varianter – oformliga stenlagda ytor, lagda mot block, stenpackningar i klippskrevor, med mera.
Fornlämningskategorierna stensättningar anses vara gravar medan skärvstenshögar ger associationer till en annan typ av lämningar. Men undersökningar visar att brända benen har deponerats i båda typerna av anläggningar. Benämningen grav skapar föreställningar  och begreppen skärvstenshögar och stensättningar kan ses som helt åtskilda vilket de kanske inte var i den förhistoriska situationen. Skärvsten finns ofta i stenpackningen och fyllningen av stensättningar. Skärvstenshögarna kan vara slarvigt uppkastad skärvsten mot ett stenblock men de kan också ha prydliga kantkedjor. Stensättningarna kan vara välbygda stenkretsar men också stenpackningar av oregelbunden form. Dessa variationer förekommer på samma lokaler.